# Gudrun Piper

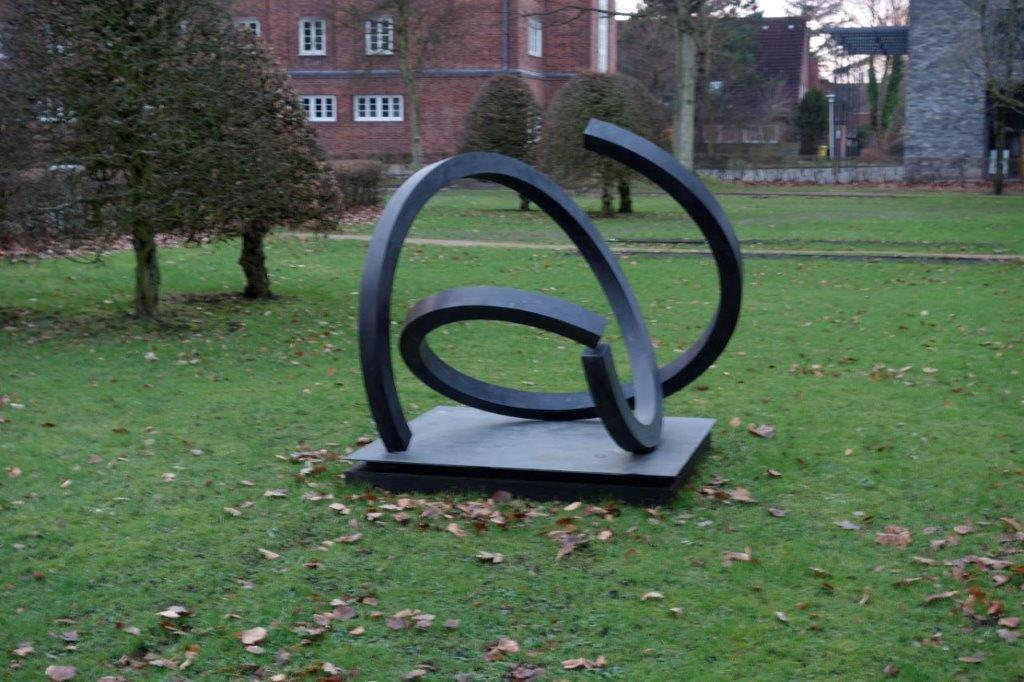
Im Punkt des Gleichgewichts, Bronzeplastik, Stadtpark Niebüll, 2010

Gudrun Piper (* 1. Juli 1917 in Kobe, Japan; † 12. Oktober 2016 in Wedel) war eine deutsche Malerin und Graphikerin. Sie lebte und arbeitete in Wedel bei Hamburg.

## Leben
Gudrun Piper war die Tochter der Schriftstellerin Maria Piper. Ihr Vater war Handelskaufmann. 1927 übersiedelte sie mit der Familie von Japan nach Hamburg. Mit zehn Jahren begann sie zu malen. Von 1937 bis 1943 studierte sie an der Kunstakademie Düsseldorf und an der Hochschule für Bildende Künste Berlin. Dazwischen lag ein Jahresaufenthalt in Italien. Von 1944 bis 1948 hielt sie sich in Oberbayern auf; ab 1946 studierte sie bei Karl Caspar an der Akademie in München.
1948 kehrte Piper nach Hamburg zurück und studierte bei Arnold Fiedler am Baukreis. 1953 heiratete sie den Maler Max Hermann Mahlmann (1912–2000). Mit ihm arbeitete sie künstlerisch zusammen und stellte gemeinsam mit ihm aus. Das Paar bekam eine Tochter, die Modedesignerin Maria Mahlmann (* 1955). Die Sängerin Oceana Mahlmann (* 1982) ist ihre Enkelin.

## Werk
Während Gudrun Piper zu Beginn ihrer künstlerischen Karriere noch gegenständlich malte (u. a. Landschaftsbilder), wurden ihre Werke im Laufe der Zeit zunehmend abstrakter. 1950 entstanden erste konstruktive Arbeiten, denen 1965 rechtwinklige serielle Werke folgten. Sie bevorzugte Einfachheit und klare Linien. Im Mittelpunkt ihres künstlerischen Werkes steht das Quadrat – sowohl als Gestaltungsmerkmal als auch als Bild-Format. Dazu die Künstlerin:

„Warum liebe ich das Quadrat? Das Quadrat ist das reinste Zeichen. Es ist das wesentliche Ausdrucksmittel in der konkreten Kunst. Durch horizontales und vertikales Denken ist das gesetzmäßige System sichtbar. Die Harmonie im Kleinen zum Großen – im Nebeneinander – Übereinander – das Quadrat im Quadrat – vom Diesseitigen zum Unendlichen. Stets ist das Quadrat ein faszinierendes Gestaltungsprinzip. Die Einfachheit steht gegen die Kompliziertheit – Klarheit gegen Schein. Gestaltung gegen Zufall. Diagonale Bewegungen lenken von der großen Ruhe des Quadrates ab. Zur Reinheit des Quadrates bevorzuge ich Primärfarben. Die Vollendung des Kreises entspricht einer anderen Welt.“

## Ausstellungen

### Gruppenausstellungen
Seit 1949 beteiligte Piper sich an Gruppenausstellungen in ganz Deutschland, aber auch im europäischen Ausland: Wien (1957), Paris (1958, 1959), Brüssel (1960) und Zagreb (1969).

### Einzelausstellungen
- 1973: Bonn, Galerie Circulus, „Serielle Elemente“
- 1975: Bielefeld, Galerie Jesse (mit I. Kracht)
- 1977: Essen, Galerie Günther+Schwan, „Ölbilder-Reliefs-Zeichnungen“
- 1979: Bielefeld, Galerie Jesse, „Strukturen und Konzepte“
- 1980: Hamburg, Galerie Beckmann, „Gudrun Piper – Horizontalzeichnungen“
- 1987: Otterndorf, Studio A
- 2002: Saarbrücken, Galerie St. Johann
- 2002: Dresden, Galerie am Damm
- 2017: Ingolstadt, Museum für Konkrete Kunst, Jubiläumsausstellung zum 100sten Geburtstag

## Werke
- mit Max Hermann Mahlmann: Werke aus 40 Jahren des Künstlerehepaares Piper/Mahlmann. Vom 5. April bis 23. Mai 1992. Galerie Heinz Teufel. Gewidmet zum 80. Geburtstag von Max H. Mahlmann und zum 75. Geburtstag von Gudrun Piper. Galerie teufel, Bad Münstereifel/Mahlberg 1992, ISBN 3-927141-04-6.
- Zeichen 1A [eins A], 1B, 1C. Kunstmappe. Edition Hoffmann, Friedberg 1982.
- Uwe Haupenthal (Verfasser und Hrsg.): Gudrun Piper. konstruktiv – konkret. Malerei, Plastik, Grafik. Ausstellungen Richard-Haizmann-Museum Niebüll, 16. März bis 12. Mai 2008 und Museum für Konkrete Kunst Ingolstadt, 25. Januar 2009 bis 1. März 2009. Verlag der Kunst, Husum 2008, ISBN 978-3-86530-105-5.

## Auszeichnungen
Zusammen mit ihrem Mann Max Hermann Mahlmann, erhielt sie folgende Ehrungen gemeinsam
- 1986: Edwin-Scharff-Preis der Freien und Hansestadt Hamburg
- 1995: Bundesverdienstkreuz am Bande
- 1995: Kulturpreis des Kreises Pinneberg
- 1997: Biermann-Ratjen-Medaille der Freien und Hansestadt Hamburg